# Can Climent (Sant Pere de Ribes)
Can Climent és una masia de Sant Pere de Ribes (Garraf) protegida com a bé cultural d'interès local.

## Descripció
Masia situada a ponent del nucli de Ribes. És un edifici de planta rectangular i compost per diversos volums superposats. El cos central consta de planta baixa, pis i golfes i té la coberta a dues vessants amb el carener perpendicular a la façana. Tots tres nivells presenten un grup de dues finestres de factura moderna, així com tres petits pòrtics de mig punt sota el ràfec. A ponent hi ha adossat un cos de planta baixa i pis i coberta a una sola vessant que fa el desaiguat a la façana. Consta d'un portal d'arc escarser de pedra, entorn el qual hi ha tres finestres d'arc pla arrebossat. Entre aquest cos i l'anterior hi ha pintat un rellotge de sol rectangular que incorpora la data 1799. El tercer cos s'adossa a la façana de llevant, és de planta baixa i pis i té la coberta plana habilitada com a terrassa transitable. Aquesta està delimitada per una barana ceràmica. Al frontis presenta un portal d'arc escarser de pedra a la planta baixa i una galeria amb dos pòrtics d'arc de mig punt ceràmic al pis. La galeria es prolonga per la façana lateral amb quatre pòrtics i la posterior amb dos. En aquesta darrera façana les obertures són d'arc pla arrebossat. Darrere del segon cos, orientat a ponent, hi ha adossat un altre cos que es prolonga fins a la façana posterior. És de dos nivells d'alçat i té la coberta a una sola vessant que desaigua al lateral. L'acabat exterior és arrebossat i pintat de color blanc.

## Notícies històriques
Segons consta en el llibre d'Apeo de l'any 1847, la casa de Can Climent pertanyia a Josep Antoni Marcer i Petit. Segons un testimoni gràfic antic, la masia era de planta baixa i pis i la coberta a dues vessants amb el carener paral·lel a la façana. Segons aquest, deduïm que el cos central va ser ampliat en alçada en època contemporània.